# Tour de France Femmes 2023/Fahrerinnenfeld
Das Fahrerinnenfeld der Tour de France Femmes 2023 umfasst 154 Radrennfahrerinnen in 22 Teams aus 28 Nationen. Das Durchschnittsalter aller Teilnehmerinnen liegt bei 27 Jahren.
Aufgrund eines Beschlusses der UCI vom 1. März 2022 vor dem Hintergrund des russischen Überfalls auf die Ukraine 2022 dürfen die Fahrerinnen aus Russland bzw. Belarus nicht unter Namen und Fahne ihrer Nation teilnehmen.
Legende:
- Auszeichnungen in den Wertungen:
  - : Gelbes Trikot für die Gesamtführende
  - : Grünes Trikot für die Führende in der Punktewertung
  - : Gepunktetes Trikot für die Führende in der Bergwertung
  - : Weißes Trikot für die Führende in der Wertung der unter 25-Jährigen
  - : Rote Rückennummer für die kämpferischste Fahrerin
  - : Gelbe Rückennummer für das in der Mannschaftswertung führende Team
- Nr.: Startnummer
- Aus.: Ausschluss durch Rennleitung vor Rennbeginn
- Susp.: Suspendierung, Ausschluss durch eigenes Team (in Klammern die entsprechende Etappe)
- HD: außerhalb der Karenzzeit
- DSQ: Disqualifikation, Ausschluss durch Rennleitung nach Rennbeginn (in Klammern die entsprechende Etappe)
- DNF: Aufgabe, Abbruch der Rundfahrt durch die Fahrerin während einer Etappe (in Klammern die entsprechende Etappe)
- DNS: Aufgabe, Abbruch der Rundfahrt durch die Fahrerin vor einer Etappe (in Klammern die entsprechende Etappe)

| Movistar Team MOV | Movistar Team MOV                   | Movistar Team MOV |
| ----------------- | ----------------------------------- | ----------------- |
| Nr.               | Fahrerin                            | Platz             |
| 1                 | Annemiek van Vleuten (NED) (Straße) | 4.                |
| 2                 | Aude Biannic (FRA)                  | 84.               |
| 3                 | Sheyla Gutiérrez (ESP)              | 89.               |
| 4                 | Emma Norsgaard (DEN) (Zeitfahren)   | 70.               |
| 5                 | Liane Lippert (GER) (Straße)        | 20.               |
| 6                 | Floortje Mackaij (NED)              | 65.               |
| 7                 | Paula Patiño (COL)                  | 25.               |

| SD Worx SDW | SD Worx SDW                                 | SD Worx SDW |
| ----------- | ------------------------------------------- | ----------- |
| Nr.         | Fahrerin                                    | Platz       |
| 11          | Demi Vollering (NED) (Straße)               | 1.          |
| 12          | Mischa Bredewold (NED)                      | 63.         |
| 13          | Elena Cecchini (ITA)                        | 95.         |
| 14          | Lotte Kopecky (BEL) (Straße und Zeitfahren) | 2.          |
| 15          | Christine Majerus (LUX) (Straße)            | 60.         |
| 16          | Marlen Reusser (SUI) (Straße)               | 28.         |
| 17          | Lorena Wiebes (NED) (Straße)                | DNS-5       |

| Canyon-SRAM Racing CSR | Canyon-SRAM Racing CSR                      | Canyon-SRAM Racing CSR |
| ---------------------- | ------------------------------------------- | ---------------------- |
| Nr.                    | Fahrerin                                    | Platz                  |
| 21                     | Katarzyna Niewiadoma (POL)                  | 3.                     |
| 22                     | Ricarda Bauernfeind (GER)                   | 9.                     |
| 23                     | Elise Chabbey (SUI)                         | 36.                    |
| 24                     | Soraya Paladin (ITA)                        | 42.                    |
| 25                     | Sarah Roy (AUS)                             | 90.                    |
| 26                     | Agnieszka Skalniak-Sójka (POL) (Zeitfahren) | 54.                    |
| 27                     | Alice Towers (GBR)                          | 44.                    |

| Team Jumbo-Visma TJV | Team Jumbo-Visma TJV               | Team Jumbo-Visma TJV |
| -------------------- | ---------------------------------- | -------------------- |
| Nr.                  | Fahrerin                           | Platz                |
| 31                   | Marianne Vos (NED)                 | DNF-7                |
| 32                   | Anna Henderson (GBR)               | 68.                  |
| 33                   | Amber Kraak (NED)                  | 17.                  |
| 34                   | Coryn Labecki (USA)                | 103.                 |
| 35                   | Riejanne Markus (NED) (Zeitfahren) | 11.                  |
| 36                   | Karlijn Swinkels (NED)             | 76.                  |
| 37                   | Eva van Agt (NED)                  | DNF-2                |

| UAE Team ADQ UAD | UAE Team ADQ UAD                    | UAE Team ADQ UAD |
| ---------------- | ----------------------------------- | ---------------- |
| Nr.              | Fahrerin                            | Platz            |
| 41               | Silvia Persico (ITA)                | 14.              |
| 42               | Alena Amjaljussik                   | 43.              |
| 43               | Olivia Baril (CAN)                  | 29.              |
| 44               | Chiara Consonni (ITA)               | DNS-7            |
| 45               | Eleonora Gasparrini (ITA)           | 32.              |
| 46               | Elizabeth Holden (GBR) (Zeitfahren) | 59.              |
| 47               | Erica Magnaldi (ITA)                | 13.              |

| Team dsm-firmenich DSM | Team dsm-firmenich DSM         | Team dsm-firmenich DSM |
| ---------------------- | ------------------------------ | ---------------------- |
| Nr.                    | Fahrerin                       | Platz                  |
| 51                     | Juliette Labous (FRA)          | 5.                     |
| 52                     | Léa Curinier (FRA)             | 37.                    |
| 53                     | Pfeiffer Georgi (GBR) (Straße) | 61.                    |
| 54                     | Megan Jastrab (USA)            | 111.                   |
| 55                     | Charlotte Kool (NED)           | HD-7                   |
| 56                     | Esmée Peperkamp (NED)          | 48.                    |
| 57                     | Elise Uijen (NED)              | DNF-4                  |

| Lidl-Trek LTK | Lidl-Trek LTK                                      | Lidl-Trek LTK |
| ------------- | -------------------------------------------------- | ------------- |
| Nr.           | Fahrerin                                           | Platz         |
| 61            | Elisa Balsamo (ITA)                                | DNS-7         |
| 62            | Lucinda Brand (NED)                                | 52.           |
| 63            | Lizzie Deignan (GBR)                               | 35.           |
| 64            | Lauretta Hanson (AUS)                              | 87.           |
| 65            | Elisa Longo Borghini (ITA) (Straße und Zeitfahren) | DNS-7         |
| 66            | Ilaria Sanguineti (ITA)                            | 109.          |
| 67            | Amanda Spratt (AUS)                                | 10.           |

| FDJ-Suez FST | FDJ-Suez FST                   | FDJ-Suez FST |
| ------------ | ------------------------------ | ------------ |
| Nr.          | Fahrerin                       | Platz        |
| 71           | Cecilie Uttrup Ludwig (DEN)    | 7.           |
| 72           | Loes Adegeest (NED)            | DNF-7        |
| 73           | Grace Brown (AUS) (Zeitfahren) | 31.          |
| 74           | Marta Cavalli (ITA)            | 19.          |
| 75           | Vittoria Guazzini (ITA)        | 114.         |
| 76           | Évita Muzic (FRA)              | DNF-5        |
| 77           | Jade Wiel (FRA)                | 67.          |

| EF Education-TIBCO-SVB TIB | EF Education-TIBCO-SVB TIB          | EF Education-TIBCO-SVB TIB |
| -------------------------- | ----------------------------------- | -------------------------- |
| Nr.                        | Fahrerin                            | Platz                      |
| 81                         | Veronica Ewers (USA)                | DNS-7                      |
| 82                         | Letizia Borghesi (ITA)              | 62.                        |
| 83                         | Kathrin Hammes (GER)                | 50.                        |
| 84                         | Alison Jackson (CAN) (Straße)       | 108.                       |
| 85                         | Sara Poidevin (CAN)                 | 80.                        |
| 86                         | Magdeleine Vallieres (CAN)          | 97.                        |
| 87                         | Georgia Williams (NZL) (Zeitfahren) | 58.                        |

| Liv Racing TeqFind LIV | Liv Racing TeqFind LIV     | Liv Racing TeqFind LIV |
| ---------------------- | -------------------------- | ---------------------- |
| Nr.                    | Fahrerin                   | Platz                  |
| 91                     | Mavi García (ESP) (Straße) | DNS-8                  |
| 92                     | Caroline Andersson (SWE)   | 45.                    |
| 93                     | Rachele Barbieri (ITA)     | DNF-4                  |
| 94                     | Thalita de Jong (NED)      | 66.                    |
| 95                     | Jeanne Korevaar (NED)      | 101.                   |
| 96                     | Silke Smulders (NED)       | 46.                    |
| 97                     | Quinty Ton (NED)           | 56.                    |

| AG Insurance-Soudal Quick-Step AGS | AG Insurance-Soudal Quick-Step AGS | AG Insurance-Soudal Quick-Step AGS |
| ---------------------------------- | ---------------------------------- | ---------------------------------- |
| Nr.                                | Fahrerin                           | Platz                              |
| 101                                | Ashleigh Moolman (RSA)             | 6.                                 |
| 102                                | Mireia Benito (ESP) (Zeitfahren)   | DNF-1                              |
| 103                                | Maaike Boogaard (NED)              | 91.                                |
| 104                                | Julia Borgström (SWE)              | 47.                                |
| 105                                | Justine Ghekiere (BEL)             | 22.                                |
| 106                                | Lotta Henttala (FIN)               | DSQ-6                              |
| 107                                | Romy Kasper (GER)                  | 38.                                |

| Fenix-Deceuninck FED | Fenix-Deceuninck FED          | Fenix-Deceuninck FED |
| -------------------- | ----------------------------- | -------------------- |
| Nr.                  | Fahrerin                      | Platz                |
| 111                  | Julie De Wilde (BEL)          | 82.                  |
| 112                  | Sanne Cant (BEL)              | 85.                  |
| 113                  | Yara Kastelijn (NED)          | 26.                  |
| 114                  | Evy Kuijpers (NED)            | 104.                 |
| 115                  | Christina Schweinberger (AUT) | 39.                  |
| 116                  | Marthe Truyen (BEL)           | 73.                  |
| 117                  | Julie Van de Velde (BEL)      | 57.                  |

| Israel-Premier Tech Roland CGS | Israel-Premier Tech Roland CGS | Israel-Premier Tech Roland CGS |
| ------------------------------ | ------------------------------ | ------------------------------ |
| Nr.                            | Fahrerin                       | Platz                          |
| 121                            | Claire Steels (GBR)            | 18.                            |
| 122                            | Fien Delbaere (BEL)            | DNF-2                          |
| 123                            | Tamara Dronowa                 | 21.                            |
| 124                            | Nathalie Eklund (SWE)          | 102.                           |
| 125                            | Elena Hartmann (SUI)           | 79.                            |
| 126                            | Elizabeth Stannard (AUS)       | 53.                            |
| 127                            | Lara Vieceli (ITA)             | DNS-2                          |

| Uno-X Pro Cycling Team UXT | Uno-X Pro Cycling Team UXT               | Uno-X Pro Cycling Team UXT |
| -------------------------- | ---------------------------------------- | -------------------------- |
| Nr.                        | Fahrerin                                 | Platz                      |
| 131                        | Anouska Koster (NED)                     | 40.                        |
| 132                        | Susanne Andersen (NOR) (Straße)          | 93.                        |
| 133                        | Maria Giulia Confalonieri (ITA)          | DNS-7                      |
| 134                        | Marte Berg Edseth (NOR)                  | DNF-3                      |
| 135                        | Hannah Ludwig (GER)                      | 71.                        |
| 136                        | Wilma Olausson (SWE)                     | 106.                       |
| 137                        | Mie Bjørndal Ottestad (NOR) (Zeitfahren) | DNS-5                      |

| St Michel-Mavic-Auber 93 AUB | St Michel-Mavic-Auber 93 AUB | St Michel-Mavic-Auber 93 AUB |
| ---------------------------- | ---------------------------- | ---------------------------- |
| Nr.                          | Fahrerin                     | Platz                        |
| 141                          | Coralie Demay (FRA)          | 27.                          |
| 142                          | Sandrine Bideau (FRA)        | 112.                         |
| 143                          | Simone Boilard (CAN)         | 34.                          |
| 144                          | Camille Fahy (FRA)           | 86.                          |
| 145                          | Célia Le Mouel (FRA)         | 88.                          |
| 146                          | Dilyxine Miermont (FRA)      | 64.                          |
| 147                          | Margot Pompanon (FRA)        | 81.                          |

| Human Powered Health HPW | Human Powered Health HPW                         | Human Powered Health HPW |
| ------------------------ | ------------------------------------------------ | ------------------------ |
| Nr.                      | Fahrerin                                         | Platz                    |
| 151                      | Audrey Cordon-Ragot (FRA)                        | 33.                      |
| 152                      | Alice Barnes (GBR)                               | HD-7                     |
| 153                      | Henrietta Christie (NZL)                         | 105.                     |
| 154                      | Antri Christoforou (CYP) (Straße und Zeitfahren) | 119.                     |
| 155                      | Barbara Malcotti (ITA)                           | 24.                      |
| 156                      | Marjolein van 't Geloof (NED)                    | 123.                     |
| 157                      | Eri Yonamine (JPN) (Zeitfahren)                  | 78.                      |

| Cofidis COF | Cofidis COF                   | Cofidis COF |
| ----------- | ----------------------------- | ----------- |
| Nr.         | Fahrerin                      | Platz       |
| 161         | Clara Koppenburg (GER)        | 15.         |
| 162         | Martina Alzini (ITA)          | DNF-7       |
| 163         | Morgane Coston (FRA)          | 74.         |
| 164         | Špela Kern (SLO)              | DNS-3       |
| 165         | Rachel Neylan (AUS)           | 49.         |
| 166         | Gabrielle Pilote Fortin (CAN) | DNF-5       |
| 167         | Josie Talbot (AUS)            | 122.        |

| Team Jayco AlUla BEX | Team Jayco AlUla BEX  | Team Jayco AlUla BEX |
| -------------------- | --------------------- | -------------------- |
| Nr.                  | Fahrerin              | Platz                |
| 171                  | Ane Santesteban (ESP) | 8.                   |
| 172                  | Jessica Allen (AUS)   | 118.                 |
| 173                  | Teniel Campbell (TTO) | 99.                  |
| 174                  | Georgie Howe (AUS)    | 96.                  |
| 175                  | Nina Kessler (NED)    | 94.                  |
| 176                  | Alexandra Manly (AUS) | 75.                  |
| 177                  | Amber Pate (AUS)      | 72.                  |

| Lifeplus Wahoo DRP | Lifeplus Wahoo DRP         | Lifeplus Wahoo DRP |
| ------------------ | -------------------------- | ------------------ |
| Nr.                | Fahrerin                   | Platz              |
| 181                | Margaux Vigié (FRA)        | 110.               |
| 182                | Natalie Grinczer (GBR)     | 30.                |
| 183                | Typhaine Laurance (FRA)    | 120.               |
| 184                | Kaja Rysz (POL)            | DNF-5              |
| 185                | April Tacey (GBR)          | 116.               |
| 186                | Babette van der Wolf (NED) | DNF-7              |
| 187                | Ella Wyllie (NZL)          | 16.                |

| Ceratizit-WNT Pro Cycling WNT | Ceratizit-WNT Pro Cycling WNT      | Ceratizit-WNT Pro Cycling WNT |
| ----------------------------- | ---------------------------------- | ----------------------------- |
| Nr.                           | Fahrerin                           | Platz                         |
| 191                           | Cédrine Kerbaol (FRA) (Zeitfahren) | 12.                           |
| 192                           | Sandra Alonso (ESP)                | 92.                           |
| 193                           | Alice Maria Arzuffi (ITA)          | 41.                           |
| 194                           | Nina Berton (LUX)                  | 83.                           |
| 195                           | Arianna Fidanza (ITA)              | 98.                           |
| 196                           | Marta Lach (POL)                   | 51.                           |
| 197                           | Kathrin Schweinberger (AUT)        | 100.                          |

| Arkéa Pro Cycling Team ARK | Arkéa Pro Cycling Team ARK    | Arkéa Pro Cycling Team ARK |
| -------------------------- | ----------------------------- | -------------------------- |
| Nr.                        | Fahrerin                      | Platz                      |
| 201                        | Danielle De Francesco (AUS)   | 77.                        |
| 202                        | Clara Émond (CAN)             | 23.                        |
| 203                        | Maaike Coljé (NED)            | 55.                        |
| 204                        | Amandine Fouquenet (FRA)      | DNF-2                      |
| 205                        | Anastasiya Kolesava           | 115.                       |
| 206                        | Marie-Morgane Le Deunff (FRA) | HD-6                       |
| 207                        | Anaïs Morichon (FRA)          | DNF-4                      |

| Coop-Hitec Products HPU | Coop-Hitec Products HPU           | Coop-Hitec Products HPU |
| ----------------------- | --------------------------------- | ----------------------- |
| Nr.                     | Fahrerin                          | Platz                   |
| 211                     | Jenny Rissveds (SWE) (Zeitfahren) | DNS-5                   |
| 212                     | Stine Dale (NOR)                  | 107.                    |
| 213                     | India Grangier (FRA)              | 117.                    |
| 214                     | Sigrid Ytterhus Haugset (NOR)     | 69.                     |
| 215                     | Tiril Jørgensen (NOR)             | 113.                    |
| 216                     | Lucie Jounier (FRA)               | DNF-3                   |
| 217                     | Josie Nelson (GBR)                | 121.                    |

| Movistar Team MOV | Movistar Team MOV                   | Movistar Team MOV |
| ----------------- | ----------------------------------- | ----------------- |
| Nr.               | Fahrerin                            | Platz             |
| 1                 | Annemiek van Vleuten (NED) (Straße) | 4.                |
| 2                 | Aude Biannic (FRA)                  | 84.               |
| 3                 | Sheyla Gutiérrez (ESP)              | 89.               |
| 4                 | Emma Norsgaard (DEN) (Zeitfahren)   | 70.               |
| 5                 | Liane Lippert (GER) (Straße)        | 20.               |
| 6                 | Floortje Mackaij (NED)              | 65.               |
| 7                 | Paula Patiño (COL)                  | 25.               |

| SD Worx SDW | SD Worx SDW                                 | SD Worx SDW |
| ----------- | ------------------------------------------- | ----------- |
| Nr.         | Fahrerin                                    | Platz       |
| 11          | Demi Vollering (NED) (Straße)               | 1.          |
| 12          | Mischa Bredewold (NED)                      | 63.         |
| 13          | Elena Cecchini (ITA)                        | 95.         |
| 14          | Lotte Kopecky (BEL) (Straße und Zeitfahren) | 2.          |
| 15          | Christine Majerus (LUX) (Straße)            | 60.         |
| 16          | Marlen Reusser (SUI) (Straße)               | 28.         |
| 17          | Lorena Wiebes (NED) (Straße)                | DNS-5       |

| Canyon-SRAM Racing CSR | Canyon-SRAM Racing CSR                      | Canyon-SRAM Racing CSR |
| ---------------------- | ------------------------------------------- | ---------------------- |
| Nr.                    | Fahrerin                                    | Platz                  |
| 21                     | Katarzyna Niewiadoma (POL)                  | 3.                     |
| 22                     | Ricarda Bauernfeind (GER)                   | 9.                     |
| 23                     | Elise Chabbey (SUI)                         | 36.                    |
| 24                     | Soraya Paladin (ITA)                        | 42.                    |
| 25                     | Sarah Roy (AUS)                             | 90.                    |
| 26                     | Agnieszka Skalniak-Sójka (POL) (Zeitfahren) | 54.                    |
| 27                     | Alice Towers (GBR)                          | 44.                    |

| Team Jumbo-Visma TJV | Team Jumbo-Visma TJV               | Team Jumbo-Visma TJV |
| -------------------- | ---------------------------------- | -------------------- |
| Nr.                  | Fahrerin                           | Platz                |
| 31                   | Marianne Vos (NED)                 | DNF-7                |
| 32                   | Anna Henderson (GBR)               | 68.                  |
| 33                   | Amber Kraak (NED)                  | 17.                  |
| 34                   | Coryn Labecki (USA)                | 103.                 |
| 35                   | Riejanne Markus (NED) (Zeitfahren) | 11.                  |
| 36                   | Karlijn Swinkels (NED)             | 76.                  |
| 37                   | Eva van Agt (NED)                  | DNF-2                |

| UAE Team ADQ UAD | UAE Team ADQ UAD                    | UAE Team ADQ UAD |
| ---------------- | ----------------------------------- | ---------------- |
| Nr.              | Fahrerin                            | Platz            |
| 41               | Silvia Persico (ITA)                | 14.              |
| 42               | Alena Amjaljussik                   | 43.              |
| 43               | Olivia Baril (CAN)                  | 29.              |
| 44               | Chiara Consonni (ITA)               | DNS-7            |
| 45               | Eleonora Gasparrini (ITA)           | 32.              |
| 46               | Elizabeth Holden (GBR) (Zeitfahren) | 59.              |
| 47               | Erica Magnaldi (ITA)                | 13.              |

| Team dsm-firmenich DSM | Team dsm-firmenich DSM         | Team dsm-firmenich DSM |
| ---------------------- | ------------------------------ | ---------------------- |
| Nr.                    | Fahrerin                       | Platz                  |
| 51                     | Juliette Labous (FRA)          | 5.                     |
| 52                     | Léa Curinier (FRA)             | 37.                    |
| 53                     | Pfeiffer Georgi (GBR) (Straße) | 61.                    |
| 54                     | Megan Jastrab (USA)            | 111.                   |
| 55                     | Charlotte Kool (NED)           | HD-7                   |
| 56                     | Esmée Peperkamp (NED)          | 48.                    |
| 57                     | Elise Uijen (NED)              | DNF-4                  |

| Lidl-Trek LTK | Lidl-Trek LTK                                      | Lidl-Trek LTK |
| ------------- | -------------------------------------------------- | ------------- |
| Nr.           | Fahrerin                                           | Platz         |
| 61            | Elisa Balsamo (ITA)                                | DNS-7         |
| 62            | Lucinda Brand (NED)                                | 52.           |
| 63            | Lizzie Deignan (GBR)                               | 35.           |
| 64            | Lauretta Hanson (AUS)                              | 87.           |
| 65            | Elisa Longo Borghini (ITA) (Straße und Zeitfahren) | DNS-7         |
| 66            | Ilaria Sanguineti (ITA)                            | 109.          |
| 67            | Amanda Spratt (AUS)                                | 10.           |

| FDJ-Suez FST | FDJ-Suez FST                   | FDJ-Suez FST |
| ------------ | ------------------------------ | ------------ |
| Nr.          | Fahrerin                       | Platz        |
| 71           | Cecilie Uttrup Ludwig (DEN)    | 7.           |
| 72           | Loes Adegeest (NED)            | DNF-7        |
| 73           | Grace Brown (AUS) (Zeitfahren) | 31.          |
| 74           | Marta Cavalli (ITA)            | 19.          |
| 75           | Vittoria Guazzini (ITA)        | 114.         |
| 76           | Évita Muzic (FRA)              | DNF-5        |
| 77           | Jade Wiel (FRA)                | 67.          |

| EF Education-TIBCO-SVB TIB | EF Education-TIBCO-SVB TIB          | EF Education-TIBCO-SVB TIB |
| -------------------------- | ----------------------------------- | -------------------------- |
| Nr.                        | Fahrerin                            | Platz                      |
| 81                         | Veronica Ewers (USA)                | DNS-7                      |
| 82                         | Letizia Borghesi (ITA)              | 62.                        |
| 83                         | Kathrin Hammes (GER)                | 50.                        |
| 84                         | Alison Jackson (CAN) (Straße)       | 108.                       |
| 85                         | Sara Poidevin (CAN)                 | 80.                        |
| 86                         | Magdeleine Vallieres (CAN)          | 97.                        |
| 87                         | Georgia Williams (NZL) (Zeitfahren) | 58.                        |

| Liv Racing TeqFind LIV | Liv Racing TeqFind LIV     | Liv Racing TeqFind LIV |
| ---------------------- | -------------------------- | ---------------------- |
| Nr.                    | Fahrerin                   | Platz                  |
| 91                     | Mavi García (ESP) (Straße) | DNS-8                  |
| 92                     | Caroline Andersson (SWE)   | 45.                    |
| 93                     | Rachele Barbieri (ITA)     | DNF-4                  |
| 94                     | Thalita de Jong (NED)      | 66.                    |
| 95                     | Jeanne Korevaar (NED)      | 101.                   |
| 96                     | Silke Smulders (NED)       | 46.                    |
| 97                     | Quinty Ton (NED)           | 56.                    |

| AG Insurance-Soudal Quick-Step AGS | AG Insurance-Soudal Quick-Step AGS | AG Insurance-Soudal Quick-Step AGS |
| ---------------------------------- | ---------------------------------- | ---------------------------------- |
| Nr.                                | Fahrerin                           | Platz                              |
| 101                                | Ashleigh Moolman (RSA)             | 6.                                 |
| 102                                | Mireia Benito (ESP) (Zeitfahren)   | DNF-1                              |
| 103                                | Maaike Boogaard (NED)              | 91.                                |
| 104                                | Julia Borgström (SWE)              | 47.                                |
| 105                                | Justine Ghekiere (BEL)             | 22.                                |
| 106                                | Lotta Henttala (FIN)               | DSQ-6                              |
| 107                                | Romy Kasper (GER)                  | 38.                                |

| Fenix-Deceuninck FED | Fenix-Deceuninck FED          | Fenix-Deceuninck FED |
| -------------------- | ----------------------------- | -------------------- |
| Nr.                  | Fahrerin                      | Platz                |
| 111                  | Julie De Wilde (BEL)          | 82.                  |
| 112                  | Sanne Cant (BEL)              | 85.                  |
| 113                  | Yara Kastelijn (NED)          | 26.                  |
| 114                  | Evy Kuijpers (NED)            | 104.                 |
| 115                  | Christina Schweinberger (AUT) | 39.                  |
| 116                  | Marthe Truyen (BEL)           | 73.                  |
| 117                  | Julie Van de Velde (BEL)      | 57.                  |

| Israel-Premier Tech Roland CGS | Israel-Premier Tech Roland CGS | Israel-Premier Tech Roland CGS |
| ------------------------------ | ------------------------------ | ------------------------------ |
| Nr.                            | Fahrerin                       | Platz                          |
| 121                            | Claire Steels (GBR)            | 18.                            |
| 122                            | Fien Delbaere (BEL)            | DNF-2                          |
| 123                            | Tamara Dronowa                 | 21.                            |
| 124                            | Nathalie Eklund (SWE)          | 102.                           |
| 125                            | Elena Hartmann (SUI)           | 79.                            |
| 126                            | Elizabeth Stannard (AUS)       | 53.                            |
| 127                            | Lara Vieceli (ITA)             | DNS-2                          |

| Uno-X Pro Cycling Team UXT | Uno-X Pro Cycling Team UXT               | Uno-X Pro Cycling Team UXT |
| -------------------------- | ---------------------------------------- | -------------------------- |
| Nr.                        | Fahrerin                                 | Platz                      |
| 131                        | Anouska Koster (NED)                     | 40.                        |
| 132                        | Susanne Andersen (NOR) (Straße)          | 93.                        |
| 133                        | Maria Giulia Confalonieri (ITA)          | DNS-7                      |
| 134                        | Marte Berg Edseth (NOR)                  | DNF-3                      |
| 135                        | Hannah Ludwig (GER)                      | 71.                        |
| 136                        | Wilma Olausson (SWE)                     | 106.                       |
| 137                        | Mie Bjørndal Ottestad (NOR) (Zeitfahren) | DNS-5                      |

| St Michel-Mavic-Auber 93 AUB | St Michel-Mavic-Auber 93 AUB | St Michel-Mavic-Auber 93 AUB |
| ---------------------------- | ---------------------------- | ---------------------------- |
| Nr.                          | Fahrerin                     | Platz                        |
| 141                          | Coralie Demay (FRA)          | 27.                          |
| 142                          | Sandrine Bideau (FRA)        | 112.                         |
| 143                          | Simone Boilard (CAN)         | 34.                          |
| 144                          | Camille Fahy (FRA)           | 86.                          |
| 145                          | Célia Le Mouel (FRA)         | 88.                          |
| 146                          | Dilyxine Miermont (FRA)      | 64.                          |
| 147                          | Margot Pompanon (FRA)        | 81.                          |

| Human Powered Health HPW | Human Powered Health HPW                         | Human Powered Health HPW |
| ------------------------ | ------------------------------------------------ | ------------------------ |
| Nr.                      | Fahrerin                                         | Platz                    |
| 151                      | Audrey Cordon-Ragot (FRA)                        | 33.                      |
| 152                      | Alice Barnes (GBR)                               | HD-7                     |
| 153                      | Henrietta Christie (NZL)                         | 105.                     |
| 154                      | Antri Christoforou (CYP) (Straße und Zeitfahren) | 119.                     |
| 155                      | Barbara Malcotti (ITA)                           | 24.                      |
| 156                      | Marjolein van 't Geloof (NED)                    | 123.                     |
| 157                      | Eri Yonamine (JPN) (Zeitfahren)                  | 78.                      |

| Cofidis COF | Cofidis COF                   | Cofidis COF |
| ----------- | ----------------------------- | ----------- |
| Nr.         | Fahrerin                      | Platz       |
| 161         | Clara Koppenburg (GER)        | 15.         |
| 162         | Martina Alzini (ITA)          | DNF-7       |
| 163         | Morgane Coston (FRA)          | 74.         |
| 164         | Špela Kern (SLO)              | DNS-3       |
| 165         | Rachel Neylan (AUS)           | 49.         |
| 166         | Gabrielle Pilote Fortin (CAN) | DNF-5       |
| 167         | Josie Talbot (AUS)            | 122.        |

| Team Jayco AlUla BEX | Team Jayco AlUla BEX  | Team Jayco AlUla BEX |
| -------------------- | --------------------- | -------------------- |
| Nr.                  | Fahrerin              | Platz                |
| 171                  | Ane Santesteban (ESP) | 8.                   |
| 172                  | Jessica Allen (AUS)   | 118.                 |
| 173                  | Teniel Campbell (TTO) | 99.                  |
| 174                  | Georgie Howe (AUS)    | 96.                  |
| 175                  | Nina Kessler (NED)    | 94.                  |
| 176                  | Alexandra Manly (AUS) | 75.                  |
| 177                  | Amber Pate (AUS)      | 72.                  |

| Lifeplus Wahoo DRP | Lifeplus Wahoo DRP         | Lifeplus Wahoo DRP |
| ------------------ | -------------------------- | ------------------ |
| Nr.                | Fahrerin                   | Platz              |
| 181                | Margaux Vigié (FRA)        | 110.               |
| 182                | Natalie Grinczer (GBR)     | 30.                |
| 183                | Typhaine Laurance (FRA)    | 120.               |
| 184                | Kaja Rysz (POL)            | DNF-5              |
| 185                | April Tacey (GBR)          | 116.               |
| 186                | Babette van der Wolf (NED) | DNF-7              |
| 187                | Ella Wyllie (NZL)          | 16.                |

| Ceratizit-WNT Pro Cycling WNT | Ceratizit-WNT Pro Cycling WNT      | Ceratizit-WNT Pro Cycling WNT |
| ----------------------------- | ---------------------------------- | ----------------------------- |
| Nr.                           | Fahrerin                           | Platz                         |
| 191                           | Cédrine Kerbaol (FRA) (Zeitfahren) | 12.                           |
| 192                           | Sandra Alonso (ESP)                | 92.                           |
| 193                           | Alice Maria Arzuffi (ITA)          | 41.                           |
| 194                           | Nina Berton (LUX)                  | 83.                           |
| 195                           | Arianna Fidanza (ITA)              | 98.                           |
| 196                           | Marta Lach (POL)                   | 51.                           |
| 197                           | Kathrin Schweinberger (AUT)        | 100.                          |

| Arkéa Pro Cycling Team ARK | Arkéa Pro Cycling Team ARK    | Arkéa Pro Cycling Team ARK |
| -------------------------- | ----------------------------- | -------------------------- |
| Nr.                        | Fahrerin                      | Platz                      |
| 201                        | Danielle De Francesco (AUS)   | 77.                        |
| 202                        | Clara Émond (CAN)             | 23.                        |
| 203                        | Maaike Coljé (NED)            | 55.                        |
| 204                        | Amandine Fouquenet (FRA)      | DNF-2                      |
| 205                        | Anastasiya Kolesava           | 115.                       |
| 206                        | Marie-Morgane Le Deunff (FRA) | HD-6                       |
| 207                        | Anaïs Morichon (FRA)          | DNF-4                      |

| Coop-Hitec Products HPU | Coop-Hitec Products HPU           | Coop-Hitec Products HPU |
| ----------------------- | --------------------------------- | ----------------------- |
| Nr.                     | Fahrerin                          | Platz                   |
| 211                     | Jenny Rissveds (SWE) (Zeitfahren) | DNS-5                   |
| 212                     | Stine Dale (NOR)                  | 107.                    |
| 213                     | India Grangier (FRA)              | 117.                    |
| 214                     | Sigrid Ytterhus Haugset (NOR)     | 69.                     |
| 215                     | Tiril Jørgensen (NOR)             | 113.                    |
| 216                     | Lucie Jounier (FRA)               | DNF-3                   |
| 217                     | Josie Nelson (GBR)                | 121.                    |